# تنغ تربوئية (فين)
تنغ تربوئیة (بالفارسية: تنگ تربوئیه) هي قرية تقع في إيران في قسم فين الريفي.